# دیوید وایت
دیوید وایت (به انگلیسی: David White) (زاده ۴ آوریل ۱۹۱۶ - درگذشته ۱۷ نوامبر ۱۹۹۰) بازیگر سینما و تلویزیون آمریکایی است.

## زندگی‌نامه
دیوید که در کلرادو زاده شد، در دوران جنگ جهانی دوم به ارتش آمریکا پیوست. او در ۱۹۴۹ اولین اجرای خود را در تئاتر انجام داد.

## خانواده
او با بازیگر مری ویلج ازدواج کرد که از او یک پسر به نام جاناتان (زاده ۱۴ ژوئیه ۱۹۵۵ – متوفی ۲۱ دسامبر ۱۹۸۸) دارد. جاناتان در سن ۳۳ سالگی در اثر یک حمله تروریستی که در اسکاتلند رخ داد، مرد. در سال ۱۹۵۸ مری ویلچ در جریان به دنیا آوردن فرزند دومش از دنیا رفت؛ اگرچه، دخترش زنده ماند.

## شغل
در ۱۹۶۴ نقش یک مدیر اجرایی چاپلوس به نام لری تیت را در سریال افسونگر ایفا کرد. او در مدت هشت سال ساخت این سریال در نقش لری ماند و به بازی در افسونگر ادامه داد. او بخاطر این نقشش در دوران زندگیش و حتی پس از مرگش شهرت پیدا کرد. او در سریال افسونگر صاحب پسری به نام جاناتان می‌شود که در واقع پس از زاده شدن پسرش این شخصیت به سریال افزوده شد. او در دههٔ ۱۹۶۰ در نمایش‌های تلویزیونی بی‌شماری بازی کرد.
او در فیلم میلیون‌ها بروسترس بازی کرده‌است.

## مرگ
دیوید در سن ۷۴ سالگی در ۲۷ نوامبر ۱۹۹۰ در اثر حملهٔ قلبی درگذشت. او در قبرستان «هالیوود برای همیشه» در کنار پسرش به خاک سپرده شد.